# هيفاء رحيم
هيفاء رحيم ممثلة جزائرية. اشتهرت بمشاركتها في المسلسل التلفزيوني ولاد الحلال سنة 2019 . 

## مسيرتها
في عام 2014، تم اختيار رحيم للمشاركة في فيلم أبواب الشمس: الجزائر إلى الأبد للمخرج جان مارك مينيو.  عرض الفيلم لأول مرة في 18 مارس 2015 في الجزائر. تلقى الفيلم إشادة من النقاد وعُرض لاحقًا في العديد من المهرجانات السينمائية.  
في عام 2019 ظهرت في المسلسل التلفزيوني ولاد الحلال للمخرج نصر الدين السهيلي. 

## أعمالها
| السنة | الفيلم                         | الدور        | النوع          |
| ----- | ------------------------------ | ------------ | -------------- |
| 2014  | أبواب الشمس: الجزائر إلى الأبد | ليندا        | فيلم           |
| 2019  | ولاد الحلال                    | دليلة        | مسلسل تلفزيونى |
| 2022  | ليام                           | مروة         | مسلسل تلفزيونى |
| 2023  | حداش حداش                      | حورية الشامي | مسلسل تلفزيونى |
| 2025  | الفراق                         | مريم         | مسلسل تلفزيونى |

## روابط خارجية
- هيفاء رحيم على موقع IMDb (الإنجليزية)
- هيفاء رحيم على موقع ألو سيني (الفرنسية)
- هيفاء رحيم على موقع قاعدة بيانات الفيلم (الإنجليزية)